# Kali falx
Kali falx är en fiskart som beskrevs av Melo 2008. Kali falx ingår i släktet Kali och familjen Chiasmodontidae. Inga underarter finns listade i Catalogue of Life.